# Henry Crofts
Sir Henry Crofts (juin 1590 - mars 1667) est un homme politique anglais qui siège à la Chambre des communes à plusieurs reprises entre 1624 et 1660.

## Biographie
Crofts est le fils aîné de Sir John Crofts de Little Saxham et West Stow et de son épouse Mary Shirley, fille de Sir Thomas Shirley de Wiston, Sussex. Il est anobli le 3 février 1611. En 1624, il est élu député d'Eye. En 1626, il est élu député de Derby. Il succède à son père vers 1628 .
Crofts est un anglican affirmé et n'est pas actif pendant la guerre civile anglaise, bien qu'il ait été nommé commissaire d'arrangement pour le Suffolk en 1642. En 1646, les séquestres l'obligent à céder une partie de la succession due à sa fille, qui s'est mariée sans le consentement de son père à Sir Frederick Cornwallis, un royaliste. Cela lui est rendu lorsque la séquestration est levée en 1648 .
En avril 1660, Crofts est élu député de Bury St Edmunds au Parlement de la Convention dans une élection contestée. Il devient juge de paix en juillet 1660 et devient sous-lieutenant et commissaire à l'évaluation en août 1660, occupant toutes les fonctions jusqu'à sa mort .
Crofts meurt à l'âge de 77 ans et est enterré à Little Saxham le 31 mars 1667 .
Crofts épouse le 1er novembre 1610, Elizabeth Wortley, la fille de Sir Richard Wortley de Wortley, Yorkshire. Ils ont cinq fils et cinq filles. Elizabeth meurt le 1er octobre 1643 et il se remarie à Margaret et a un autre fils. Marguerite est décédée le 26 mai 1674.
Trois de ses fils s'exilent avec Charles II et l'aîné, Guillaume, est élevé à la pairie en 1658 . Un fils est tué en France lors du duel du célèbre nain de la reine Jeffrey Hudson le 16 octobre 1644 .
Une fille Elizabeth Crofts épouse Frederick Cornwallis (1er baron Cornwallis) en 1643.
Sa sœur Cecilia Crofts épouse Thomas Killigrew.